# Carlo Ceresoli
Carlo Ceresoli (* 14. Juni 1910 in Bergamo; † 22. April 1995 ebenda) war ein italienischer Fußballtorhüter und -trainer.
Ceresoli galt, neben seinem Landsmann Gianpiero Combi, dem Spanier Zamora und dem Tschechoslowaken Plánička, in den 1930er Jahren als einer der besten Torhüter der Welt. Der größte Erfolg seiner Karriere war der Gewinn der Weltmeisterschaft im Jahr 1938.

## Karriere
Carlo Ceresoli begann seine Profilaufbahn in seiner Heimatstadt bei Atalanta Bergamo, wo er vier Jahre lang in der Serie B Erfahrungen sammelte. Im Alter von 22 Jahren wechselte er 1932 zu Ambrosiana-Inter nach Mailand und wurde auch dort sofort Stammtorwart in der höchsten italienischen Spielklasse. Mit seinem Klub gelang es ihm jedoch nicht, sich in der Serie A gegen die Dominanz von Juventus Turin, durchzusetzen, die in der ersten Hälfte der 1930er Jahre fünf Meisterschaften in Folge gewannen.
Nach nicht einmal zwei Jahren in Italiens höchster Spielklasse, wurde Ceresoli von Nationaltrainer Vittorio Pozzo in die Nationalmannschaft berufen. Am 25. März 1934 debütierte er beim WM-Qualifikationsspiel gegen Griechenland in der Squadra Azzurra. Für die Weltmeisterschaft im selben Jahr im eigenen Land galt Carlo Ceresoli als sicherere Nummer 1. Im Vorfeld des Turniers zog er sich jedoch eine schwere Armverletzung zu und konnte nicht eingesetzt werden. Pozzo reaktivierte daraufhin Gianpiero Combi, der seine Karriere eigentlich schon beendet hatte. Dieser führte die Mannschaft mit überragenden Leistungen zum WM-Titel 1934.
Nach der WM kehrte Ceresoli wieder ins Tor der Azzurri zurück und bestritt unter anderem das legendäre Spiel gegen England am 14. November 1934, das als Battle of Highbury in die Geschichte einging. Obwohl er in den ersten zwölf Minuten dieser Partie drei Gegentreffer hinnehmen musste, zählte er zu den besten Spielern seiner Mannschaft.
Zur Saison 1936/37 wechselte Carlo Ceresoli von Inter zur AGC Bologna, mit der er unter dem ungarischen Trainer Árpád Weisz auf Anhieb die italienische Meisterschaft gewann. 1938/39 folgte, diesmal unter dem Österreicher Hermann Felsner, der zweite Scudetto.
Auch für die Weltmeisterschaft 1938 in Frankreich war Ceresoli als Stammtorhüter vorgesehen. Wiederum aufgrund einer Verletzung im Vorfeld, agierte er jedoch schließlich nur als Ersatzmann für Aldo Olivieri. Ceresoli stand beim Turnier zwar keine einzige Minute auf dem Feld, feierte diesmal aber wenigstens den WM-Titel mit.
1939 wechselte Carlo Ceresoli zum CFC Genua, dort kam er jedoch immer seltener zum Einsatz. Seine Karriere beendete er dann nach der Saison 1941/42, die er bei Juventus Turin bestritt.

## Erfolge

### Im Verein
- Mitropapokal-Finalist: 1933 (mit Ambrosiana-Inter)
- Italienische Meisterschaft: 1936/37, 1938/39 (mit der AGC Bologna)
- Coppa Italia: 1941/42 (mit Juventus Turin)

### In der Nationalmannschaft
- Europapokal der Nationalmannschaften: 1933–1935
- Weltmeister: 1938